# Ralph Simpson
Pour les articles homonymes, voir Simpson.
Ralph Derek Simpson, né le 10 août 1949 à Détroit dans le Michigan, est un ancien joueur américain de basket-ball. Il évoluait au poste d'arrière ou d'ailier.

## Vie privée
Simpson est le père de la chanteuse India.Arie.